# Bislett Games
Bislett Games je atletický mítink pořádaný od roku 1965 v norském Oslu, od roku 2010 je součástí Diamantové ligy.

## Rekordy mítinku

### Muži
| Disciplína                   | Výkon              | Atlet               | Rok rekordu |
| ---------------------------- | ------------------ | ------------------- | ----------- |
| Běh na 100 metrů             | 9,79 (+0.6 m/s)    | Usain Bolt          | 2012        |
| Běh na 200 metrů             | 19,77 (+0,6 m/s)   | Erriyon Knighton    | 2023        |
| Běh na 400 metrů             | 43,86              | Michael Johnson     | 1995        |
| Běh na 800 metrů             | 1:42,04            | David Rudisha       | 2010        |
| Běh na 1000 metrů            | 2:12,18            | Sebastian Coe       | 1981        |
| Běh na 1500 metrů            | 3:27,95            | Jakob Ingebrigtsen  | 2023        |
| Běh na 1 míli                | 3:44,90            | Hišám Al-Karúdž     | 1997        |
| Běh na 2000 metrů            | 4:50,01            | Jakob Ingebrigtsen  | 2020        |
| Běh na 3000 metrů            | 7:26,25            | Yomif Kejelcha      | 2021        |
| Běh na 2 míle                | 8:15,2             | Rod Dixon           | 1979        |
| Běh na 5000 metrů            | 12:36,73           | Hagos Gebrhiwet     | 2024        |
| Běh na 10 000 metrů          | 26:31,32           | Haile Gebrselassie  | 1997        |
| Běh na 110 metrů překážek    | 13,00 (−0.1 m/s)   | Ladji Doucouré      | 2005        |
| Běh na 400 metrů překážek    | 46,52              | Karsten Warholm     | 2023        |
| Běh na 3000 metrů překážek   | 8:01,83            | Paul Kipsiele Koech | 2011        |
| Skok do výšky                | 238 cm             | Mutaz Essa Baršim   | 2017        |
| Skok o tyči                  | 615 cm             | Armand Duplantis    | 2025        |
| Skok daleký                  | 859 cm             | Iván Pedroso        | 1997        |
| Trojskok                     | 18,01 m (+0.4 m/s) | Jonathan Edwards    | 1998        |
| Vrh koulí                    | 22,29 m            | Tomas Walsh         | 2018        |
| Hod diskem                   | 70,91 m            | Virgilijus Alekna   | 2024        |
| Hod kladivem                 | 81,92 m Rekord DL  | Wojciech Nowicki    | 2023        |
| Hod oštěpem                  | 92,60 m (nový typ) | Raymond Hecht       | 1995        |
| Zdroj na IAFF Diamond League |                    |                     |             |

### Ženy
| Disciplína                   | Výkon              | Atletka                                                        | Rok rekordu |
| ---------------------------- | ------------------ | -------------------------------------------------------------- | ----------- |
| Běh na 100 metrů             | 10,75 (+0,9 m/s)   | Marie-Josée Ta Lou                                             | 2023        |
| Běh na 200 metrů             | 21,93 (+0,7 m/s)   | Dafne Schippersová                                             | 2016        |
| Běh na 400 metrů             | 49,23              | Taťána Kocembová                                               | 1983        |
| Běh na 800 metrů             | 1:55,04            | Jarmila Kratochvílová                                          | 1983        |
| Běh na 1500 metrů            | 3:57,40            | Suzy Favor-Hamiltonová                                         | 2000        |
| Běh na 1 míli                | 4:17,13            | Birke Haylomová                                                | 2023        |
| Běh na 3000 metrů            | 8:24,20            | Georgia Griffithová                                            | 2024        |
| Běh na 5000 metrů            | 14:11,15           | Tiruneš Dibabaová                                              | 2008        |
| Běh na 10 000 metrů          | 30:13,74           | Ingrid Kristiansenová                                          | 1986        |
| Běh na 100 metrů překážek    | 12,49 (+0.7 m/s)   | Sally Pearsonová                                               | 2012        |
| Běh na 400 metrů překážek    | 52,30              | Femke Bolová                                                   | 2023        |
| Běh na 3000 metrů překážek   | 9:02,60            | Faith Cherotichová                                             | 2025        |
| Skok do výšky                | 205 cm             | Stefka Kostadinovová                                           | 1987        |
| Skok o tyči                  | 485 cm             | Jelena Isinbajevová                                            | 2007        |
| Skok daleký                  | 729 cm (+0.9 m/s)  | Heike Drechslerová                                             | 1994        |
| Trojskok                     | 15,11 m (+0.1 m/s) | Yamilé Aldamaová                                               | 2003        |
| Vrh koulí                    | 20,26 m            | Valerie Adamsová                                               | 2011        |
| Hod diskem                   | 71,00 m            | Galina Savinková                                               | 1985        |
| Hod oštěpem                  | 69,48 m (nový typ) | Trine Hattestadová                                             | 2000        |
| Běh na 4 × 400 metrů         | 3:28,38 Rekord DL  | Carys McAulayová Ama Pipiová Lina Nielsenová Nicole Kendallová | 2023        |
| Zdroj na IAFF Diamond League |                    |                                                                |             |

## Ročníky
- Bislett Games 2010
- Bislett Games 2011
- Bislett Games 2012
- Bislett Games 2013
- Bislett Games 2014
- Bislett Games 2015
- Bislett Games 2016
- Bislett Games 2017
- Bislett Games 2018
- Bislett Games 2019
- Bislett Games 2020
- Bislett Games 2021
- Bislett Games 2022
- Bislett Games 2023